# Braunschwarze Rossameise

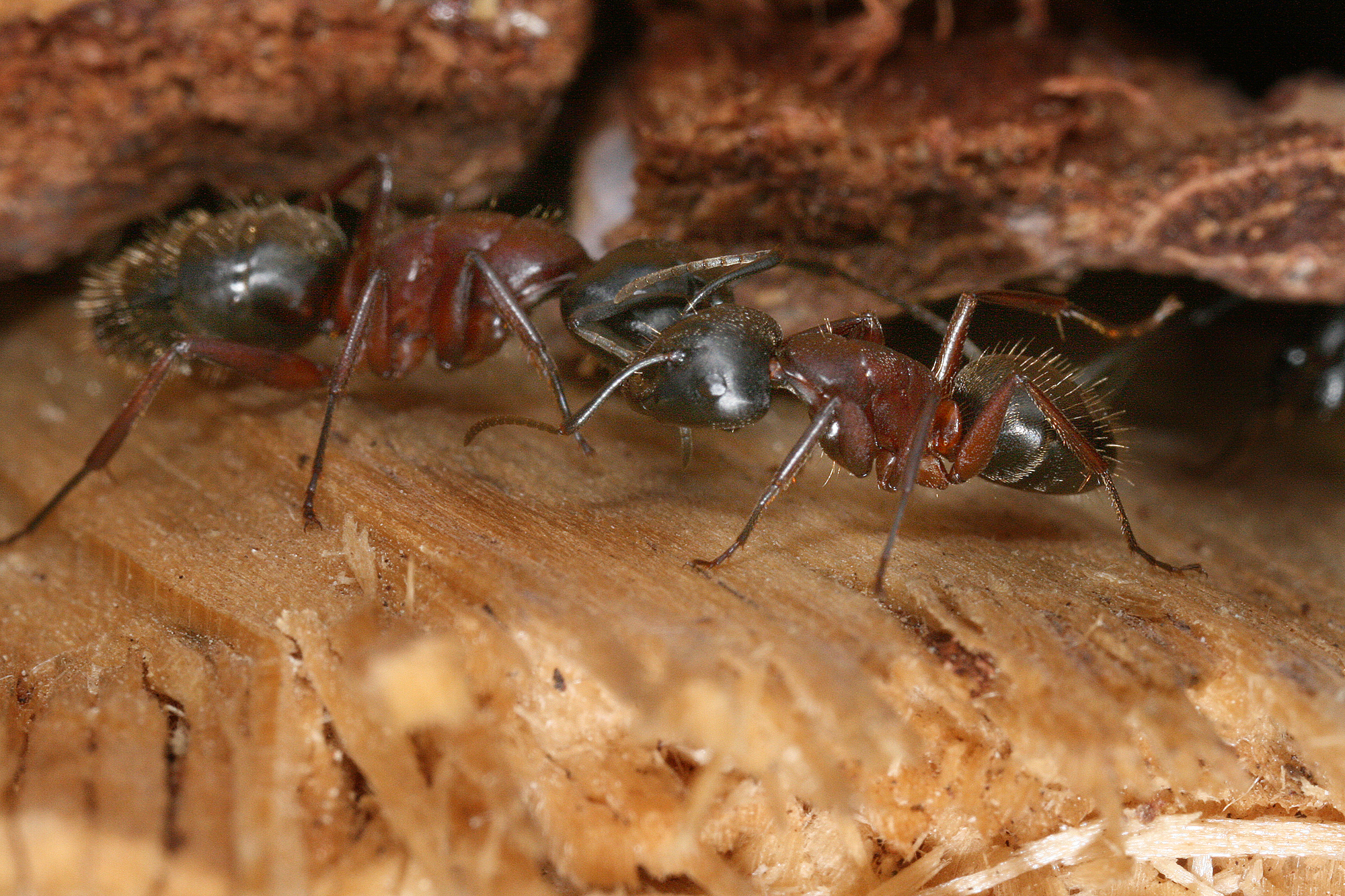
Zwei Arbeiterinnen

Die Braunschwarze Rossameise (Camponotus ligniperda, auch: Camponotus ligniperdus) ist eine Ameisenart aus der Gattung der Rossameisen (Camponotus). Sie gehört zu den größten in Mitteleuropa vorkommenden Ameisenarten. 

## Merkmale
Der gesamte Körper ist glänzend, der Kopf und der größte Teil des Hinterleibs (Gaster) sind schwarz gefärbt. Die Beine, das Mesosoma und das Stielchenglied (Petiolus) sind hingegen rotbraun gefärbt. Die Länge der Arbeiterinnen variiert stark und beträgt 6 bis 14 Millimeter. Die Königinnen sind 16 bis 18 Millimeter, die Männchen nur 8 bis 12 Millimeter lang.

## Verbreitung und Lebensraum
Das Verbreitungsgebiet erstreckt sich über ganz Europa. In Mitteleuropa ist diese Art weit verbreitet und gebietsweise recht häufig. Die Braunschwarze Rossameise wählt deutlich wärmere und trockenere Standorte als die Schwarze Rossameise (Camponotus herculeanus). Hauptsächlich besiedelt sie sonnige Laub- und Mischwälder oder bebuschten Trockenrasen. Sie ist auch an Feldrainen zu finden.

## Lebensweise
Nachdem die jungen Geschlechtstiere zweimal im Nest überwintert haben, schwärmen sie an warmen Nachmittagen zwischen Anfang Mai und Ende Juni. Die Koloniegründung erfolgt claustral durch eine einzige Königin, kann aber auch in Pleometrose erfolgen. Die Staaten sind fast immer monogyn, auch Oligogynie soll möglich sein.

### Ernährung
Neben der Ernährung mit dem Honigtau der Blattläuse nimmt diese Art auch süße Pflanzensäfte direkt auf. Sie ernährt sich darüber hinaus zoophag und nutzt Nahrungsquellen in bis zu 40 Meter Entfernung vom Nest.

### Nestbau
Die Nester werden in Totholz angelegt, wobei Weichholz generell bevorzugt wird. Die Bäume werden ausgenagt und in bis zu drei Meter Höhe besiedelt. Zum Nest gehört auch meist ein großer unterirdischer Teil. Auch reine Erdnester sind möglich. Im Gegensatz zu anderen Rossameisen besiedelt C. ligniperda in der Regel kein lebendiges Holz.

## Systematik
Die Art wird auch als Camponotus ligniperdus bezeichnet. Laut Seifert ist der Artname C. ligniperda richtig und es muss keine männliche Endung verwendet werden, da es sich um eine Substantivform in Apposition handelt. Diese Einschätzung wird angezweifelt, so verwendet beispielsweise Bolton 1995 den Namen C. ligniperdus. Eine finale wissenschaftliche Bewertung steht noch aus.